# Comisión de Katyn

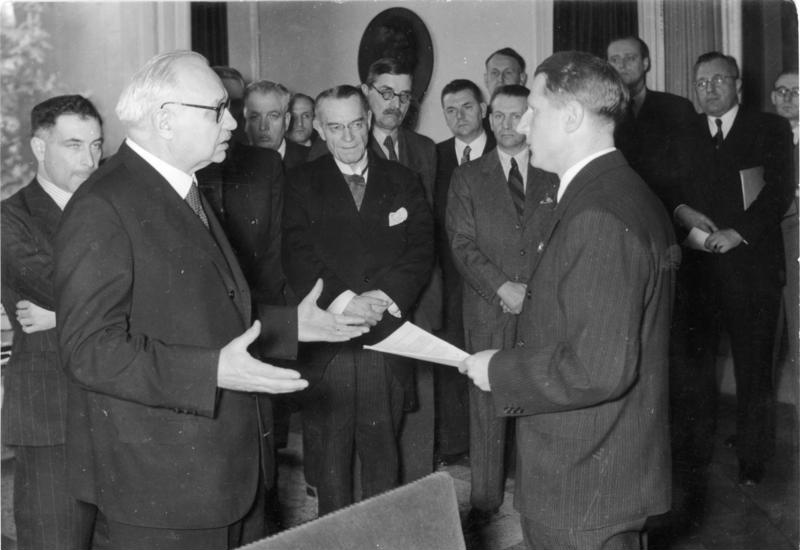
El Líder de Salud del Tercer Reich, Leonardo Conti (derecha) sostiene el Informe de la Comisión Internacional Katyn, 4 de mayo de 1943, frente al Dr. Ferenc Orsós de la Universidad de Budapest. En el centro, el profesor Louis Speleers de la Universidad de Gante en Bélgica. Eduard Miloslavić, profesor croata de patología, es la cuarta persona de la izquierda.

La Comisión Katyn, o Comisión Internacional Katyn fue el comité de la Cruz Roja Internacional formado en abril de 1943 a petición de Alemania para investigar la masacre de Katyn de unos 22,000 ciudadanos polacos durante la ocupación soviética del este de Polonia, en su mayoría prisioneros de guerra de la campaña de septiembre, incluidos oficiales del ejército, intelectuales, funcionarios, sacerdotes, policías y muchos otros profesionales. Sus cuerpos fueron descubiertos en una serie de grandes fosas comunes en el bosque cerca de Smolensk en Rusia después de la Operación Barbarroja.
La investigación fue dirigida por patólogos reconocidos a nivel mundial, incluyendo el profesor François Naville de la Universidad de Ginebra, el Dr. Ferenc Orsós de la Universidad de Budapest, el profesor Louis Speleers de la Universidad de Gante de Bélgica y Eduard Miloslavić, profesor croata de patología entre otros. La comisión concluyó que la Unión Soviética había sido responsable de la masacre. Consecuentemente, el gobierno alemán se refirió mucho a la masacre en su propia propaganda en un intento de dividir a los Aliados durante la Segunda Guerra Mundial. La ruptura de las relaciones entre el gobierno polaco en el exilio y la Unión Soviética fue un resultado directo del apoyo polaco a la investigación.
Los soviéticos negaron su responsabilidad por el crimen de inmediato, y en su lugar, crearon su propia Comisión Estatal Extraordinaria encargada de falsificar documentos e informes forenses para acusar a Alemania del crimen.

## Setenta años de negación
Los documentos soviéticos relacionados con la masacre se desclasificaron solo en 1990. Probaron de manera concluyente que 21.857 internos y prisioneros de guerra polacos fueron ejecutados por la Unión Soviética después del 3 de abril de 1940, incluidos 14.552 prisioneros de los tres campos de prisioneros de guerra soviéticos más grandes en este momento. Del número total de víctimas, 4.421 oficiales fueron fusilados uno por uno en el monasterio de Óptina Pústyñ de Kozelsk, 3.820 en el campo de prisioneros de guerra de Starobilsk y 6.311 en las instalaciones de Ostáshkov, además de 7.305 polacos que fueron eliminados en secreto en las prisiones políticas de la República Socialista Soviética de Bielorrusia y la República Socialista Soviética de Ucrania. El jefe del departamento de prisioneros de guerra del NKVD, el mayor general Piotr Soprunenko, organizó selecciones de oficiales polacos para ser asesinados en Katyn y en otros lugares.
En noviembre de 2010, la Duma Estatal de Rusia admitió en su propia declaración oficial que oficiales soviéticos liderados por Iósif Stalin ordenaron a la policía secreta soviética NKVD bajo Lavrenti Beria cometer las masacres. Entre las víctimas había 14 generales polacos, incluidos Leon Billewicz, Bronisław Bohatyrewicz, Xawery Czernicki (almirante), Stanisław Haller, Aleksander Kowalewski, Henryk Minkiewicz, Kazimierz Orlik-Łukoski, Konstanty Plisowski, Rudolf Prich (asesinado en Lviv), Franciszek Sikorski, Leonard Skierski, Piotr Skuratowicz, Mieczysław Smorawiński y Alojzy Wir-Konas (promovido póstumamente).